# Garbenheim
Garbenheim ist ein Stadtteil der mittelhessischen Kreisstadt Wetzlar mit ca. 2.300 Einwohnern. Der Stadtteil liegt nahe der Wetzlarer Kernstadt südlich der Lahn.
Südwestlich der Ortschaft befindet sich der Wetzlarer Bismarckturm, der bis zu seinem Umbau Garbenheimer Warte genannt wurde.

## Geschichte

### Ortsgeschichte
Erstmals wurde der Ort im Jahr 776 in einer Schenkungsurkunde an das Kloster Lorsch erwähnt.
Die Ritter von Garbenheim, ein niederadliges Geschlecht, stellten die Burgmannen der Reichsburg Burg Kalsmunt. Das Dorf bildete zusammen mit Atzbach und Dorlar einen Gerichtsbezirk, der zu den Besitztümern der Grafen von Nassau-Weilburg gehörte.
Als Wetzlar im 18. Jahrhundert Sitz des Reichskammergerichts war, fand die ländliche Idylle Garbenheims bei Goethe Anerkennung, der hier gerne ausgedehnte Spaziergänge machte. Er verewigte das Dorf unter dem literarischen Namen Wahlheim in seinem Werk Die Leiden des jungen Werthers.
Infolge des Wiener Kongresses wurde die Bürgermeisterei Atzbach, zu der Garbenheim zählte, im Jahr 1816 preußisch. 1866 zerstörte ein Großbrand weite Teile des Dorfes. Die Kirche, das Pfarrhaus, 40 Wohnhäuser, mehrere Scheunen und Ställe brannten völlig aus. Doch bereits im Jahr 1883 wurde in Garbenheim eine neue Kirche fertiggestellt.
Hessische Gebietsreform (1970–1977)
Zum 1. Januar 1977 wurde die bis dahin eigenständige Gemeinde im Zuge der hessischen Gebietsreform kraft Landesgesetz in die neugegründeten Stadt Lahn eingegliedert. Dort wurde sie ein Teil des Stadtbezirks Wetzlar. Seit der Auflösung von Lahn am 1. August 1979 gehört Garbenheim als Stadtteil zur Stadt Wetzlar. Für Garbenheim wurde ein Ortsbezirk mit Ortsbeirat und Ortsvorsteher nach Maßgabe der §§ 81 und 82 HGO und des Kommunalwahlgesetzes in der jeweils gültigen Fassung gebildet.

### Verwaltungsgeschichte im Überblick
Die folgende Liste zeigt die Staaten und Verwaltungseinheiten, denen Garbenheim angehört(e):
- 1585: Heiliges Römisches Reich, Grafschaft Nassau-Weilburg, Amt Gleiberg
- bis 1806: Heiliges Römisches Reich, Fürstentum Nassau-Weilburg, Oberamt Atzbach, Amt Gleiberg
- ab 1806: Herzogtum Nassau,[Anm. 2] Amt Gleiberg
- ab 1816: Königreich Preußen,[Anm. 3] Provinz Großherzogtum Niederrhein, Regierungsbezirk Koblenz, Kreis Wetzlar[Anm. 4]
- ab 1822: Königreich Preußen, Rheinprovinz, Regierungsbezirk Koblenz, Kreis Wetzlar[Anm. 5]
- ab 1871: Deutsches Reich, Königreich Preußen, Rheinprovinz, Regierungsbezirk Koblenz, Kreis Wetzlar
- ab 1918: Deutsches Reich (Weimarer Republik), Freistaat Preußen, Rheinprovinz, Regierungsbezirk Koblenz, Kreis Wetzlar
- ab 1932: Deutsches Reich, Freistaat Preußen, Provinz Hessen-Nassau, Regierungsbezirk Wiesbaden, Kreis Wetzlar
- ab 1944: Deutsches Reich, Freistaat Preußen, Provinz Nassau, Landkreis Wetzlar
- ab 1945: Amerikanische Besatzungszone,[Anm. 6] Groß-Hessen, Regierungsbezirk Wiesbaden, Landkreis Wetzlar
- ab 1946: Amerikanische Besatzungszone, Hessen, Regierungsbezirk Wiesbaden, Landkreis Wetzlar
- ab 1949: Bundesrepublik Deutschland, Hessen, Regierungsbezirk Wiesbaden, Landkreis Wetzlar
- ab 1968: Bundesrepublik Deutschland, Hessen, Regierungsbezirk Darmstadt, Landkreis Wetzlar
- ab 1977: Bundesrepublik Deutschland, Hessen, Regierungsbezirk Darmstadt, Stadt Lahn
- ab 1979: Bundesrepublik Deutschland, Hessen, Regierungsbezirk Darmstadt, Lahn-Dill-Kreis, Stadt Wetzlar
- ab 1981: Bundesrepublik Deutschland, Hessen, Regierungsbezirk Gießen, Lahn-Dill-Kreis, Stadt Wetzlar

## Bevölkerung
Einwohnerstruktur 2011
Nach den Erhebungen des Zensus 2011 lebten am Stichtag dem 9. Mai 2011 in Garbenheim 2043 Einwohner. Darunter waren 129 (6,3 %) Ausländer.
Nach dem Lebensalter waren 375 Einwohner unter 18 Jahren, 840 zwischen 18 und 49, 405 zwischen 50 und 64 und 223 Einwohner waren älter. Die Einwohner lebten in 930 Haushalten. Davon waren 315 Singlehaushalte, 258 Paare ohne Kinder und 261 Paare mit Kindern, sowie 72 Alleinerziehende und 24 Wohngemeinschaften. In 210 Haushalten lebten ausschließlich Senioren und in 627 Haushaltungen lebten keine Senioren.
Einwohnerentwicklung
| Garbenheim: Einwohnerzahlen von 1834 bis 2020 | Garbenheim: Einwohnerzahlen von 1834 bis 2020 | Garbenheim: Einwohnerzahlen von 1834 bis 2020 | Garbenheim: Einwohnerzahlen von 1834 bis 2020 | Garbenheim: Einwohnerzahlen von 1834 bis 2020 |
| --- | --------------------------------------------- | --------------------------------------------- | --------------------------------------------- | --------------------------------------------- |
| Jahr |                                               |                                               |                                               | Einwohner                                     |
| 1834 | 1834                                          |                                               | 391                                           | 391                                           |
| 1840 | 1840                                          |                                               | 440                                           | 440                                           |
| 1846 | 1846                                          |                                               | 468                                           | 468                                           |
| 1852 | 1852                                          |                                               | 507                                           | 507                                           |
| 1858 | 1858                                          |                                               | 490                                           | 490                                           |
| 1864 | 1864                                          |                                               | 516                                           | 516                                           |
| 1871 | 1871                                          |                                               | 563                                           | 563                                           |
| 1875 | 1875                                          |                                               | 587                                           | 587                                           |
| 1885 | 1885                                          |                                               | 636                                           | 636                                           |
| 1895 | 1895                                          |                                               | 717                                           | 717                                           |
| 1905 | 1905                                          |                                               | 846                                           | 846                                           |
| 1910 | 1910                                          |                                               | 952                                           | 952                                           |
| 1925 | 1925                                          |                                               | 1.101                                         | 1.101                                         |
| 1939 | 1939                                          |                                               | 1.400                                         | 1.400                                         |
| 1946 | 1946                                          |                                               | 1.792                                         | 1.792                                         |
| 1950 | 1950                                          |                                               | 1.889                                         | 1.889                                         |
| 1956 | 1956                                          |                                               | 1.939                                         | 1.939                                         |
| 1961 | 1961                                          |                                               | 1.972                                         | 1.972                                         |
| 1967 | 1967                                          |                                               | 2.080                                         | 2.080                                         |
| 1970 | 1970                                          |                                               | 2.054                                         | 2.054                                         |
| 1990 | 1990                                          |                                               | 2.193                                         | 2.193                                         |
| 1998 | 1998                                          |                                               | 2.259                                         | 2.259                                         |
| 2005 | 2005                                          |                                               | 2.198                                         | 2.198                                         |
| 2009 | 2009                                          |                                               | 2.157                                         | 2.157                                         |
| 2011 | 2011                                          |                                               | 2.043                                         | 2.043                                         |
| 2015 | 2015                                          |                                               | 2.113                                         | 2.113                                         |
| 2020 | 2020                                          |                                               | 2.241                                         | 2.241                                         |
| Datenquelle: Historisches Gemeindeverzeichnis für Hessen: Die Bevölkerung der Gemeinden 1834 bis 1967. Wiesbaden: Hessisches Statistisches Landesamt, 1968. Weitere Quellen: ; nach 1977: Einwohnerzahlen Stadt Wetzlar |                                               |                                               |                                               |                                               |

Historische Religionszugehörigkeit
| • 1961: | 1494 evangelische (= 75,76 %) und 419 katholische (= 21,25 %) Einwohner                                        |
| • 2017: | 958 evangelische (= 43,4 %), 363 katholische (= 16,4 %), 887 konfessionslose und sonstige (= 40,2 %) Einwohner |

Staatsangehörigkeit
| Quelle: Stadt Wetzlar |                                                                           |
| • 2005:               | 1998 Deutsche, 151 Nichtdeutsche (7,0 %) davon 74 Frauen und 77 Männer    |
| • 2012:               | 1941 Deutsche, 156 Nichtdeutsche (7,4 %) davon 75 Frauen und 80 Männer    |
| • 2015:               | 1906 Deutsche, 207 Nichtdeutsche (9,8 %) davon 102 Frauen und 105 Männer  |
| • 2017:               | 1884 Deutsche, 324 Nichtdeutsche (14,7 %) davon 153 Frauen und 161 Männer |

## Politik

### Ortsbeirat
Bei den Kommunalwahlen in Hessen 2021 gab es für den Ortsbeirat Garbenheim die folgenden Ergebnisse. Zum Vergleich die Wahlergebnisse der vorhergehenden Wahlperioden.
| Parteien und Wählergemeinschaften | Parteien und Wählergemeinschaften           | % 2021 | Sitze 2021 | % 2016 | Sitze 2016 | % 2011 | Sitze 2011 | % 2006 | Sitze 2006 |
| --------------------------------- | ------------------------------------------- | ------ | ---------- | ------ | ---------- | ------ | ---------- | ------ | ---------- |
| SPD                               | Sozialdemokratische Partei Deutschlands     | 45,1   | 3          | 51,5   | 4          | 50,3   | 4          | 40,4   | 3          |
| FW                                | Freie Wähler                                | 25,1   | 2          | 30,6   | 2          | 37,5   | 2          | 39,4   | 3          |
| CDU                               | Christlich Demokratische Union Deutschlands | 19.3   | 1          | 17,9   | 1          | 12,2   | 1          | 14,9   | 1          |
| GRÜNE                             | Bündnis 90/Die Grünen                       | 10,5   | 1          | –      | 0          | –      | 0          | 5,3    | 0          |
| Gesamt                            | Gesamt                                      | 100,0  | 7          | 100,0  | 7          | 100,0  | 7          | 100,0  | 7          |
| Wahlbeteiligung in %              | Wahlbeteiligung in %                        | 49,4   | 49,4       | 48,3   | 48,3       | 49,5   | 49,5       |        |            |

### Ortsvorsteher
Ortsvorsteherin ist Ingeborg Koster (SPD). Seine Stellvertreter ist Timo  Kleinhans (FW).

### Wappen
| Wappen von Garbenheim | Blasonierung: „In Rot eine goldene Garbe, in der Mitte belegt mit drei schmalen schwarzen Balken.“ |
| Wappen von Garbenheim | Das am 19. Juni 1953 amtlich genehmigte Wappen nimmt „redend“ auf den Ortsnamen Bezug, zugleich aber auf den alten eingesessenen Ortsadel, die längst ausgestorbenen Herren von Garbenheim, die im 14. Jahrhundert einen von drei Balken geteilten Schild mit Garben geführt haben. Der Ort, der bis 1585 in gemeinschaftlich hessisch-nassauischem Besitz und dann ganz nassauisch war, hat keine Bildsiegel geführt. |

## Bauwerke

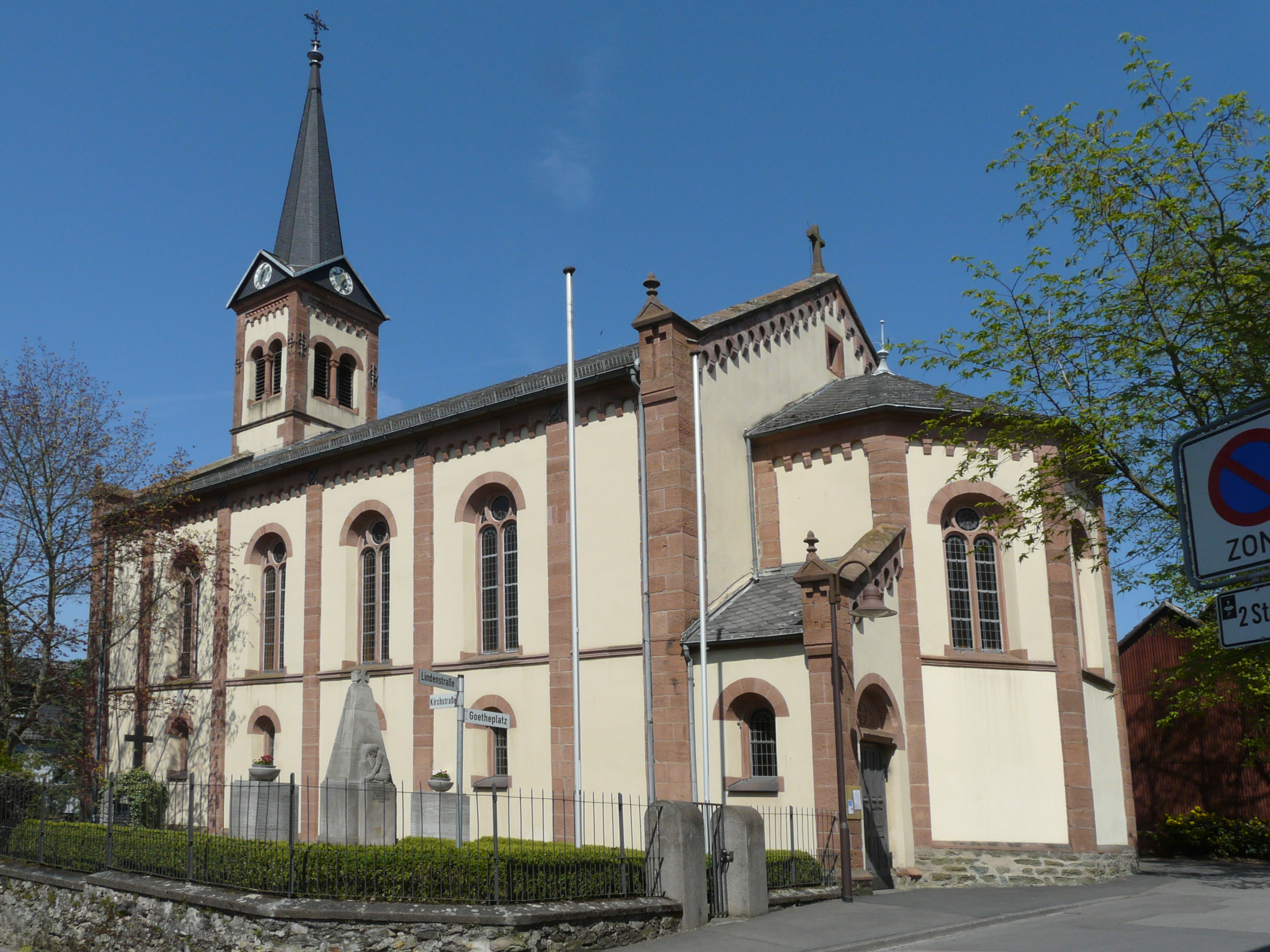
Evangelische Dorfkirche
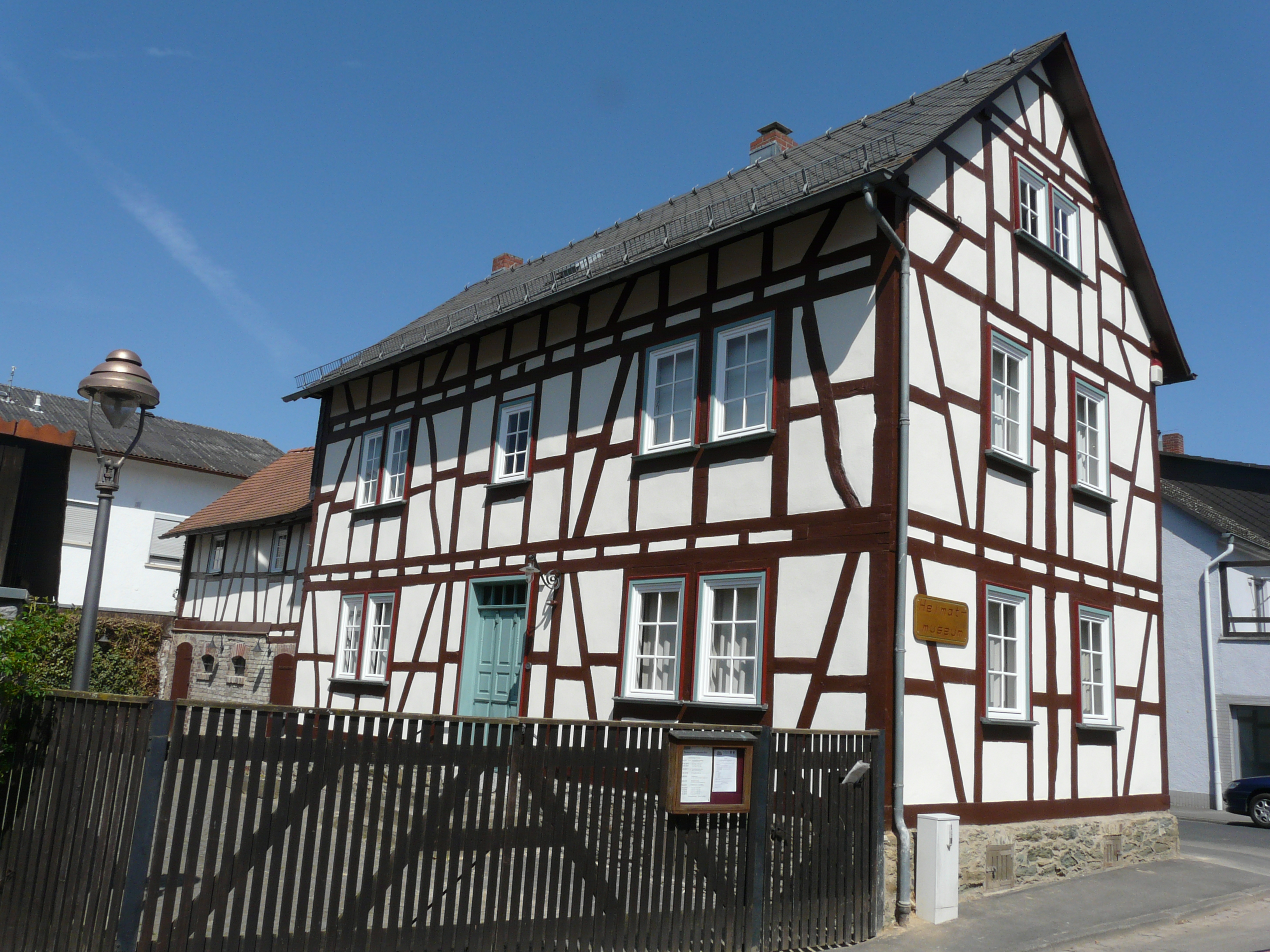
Heimatmuseum Garbenheim
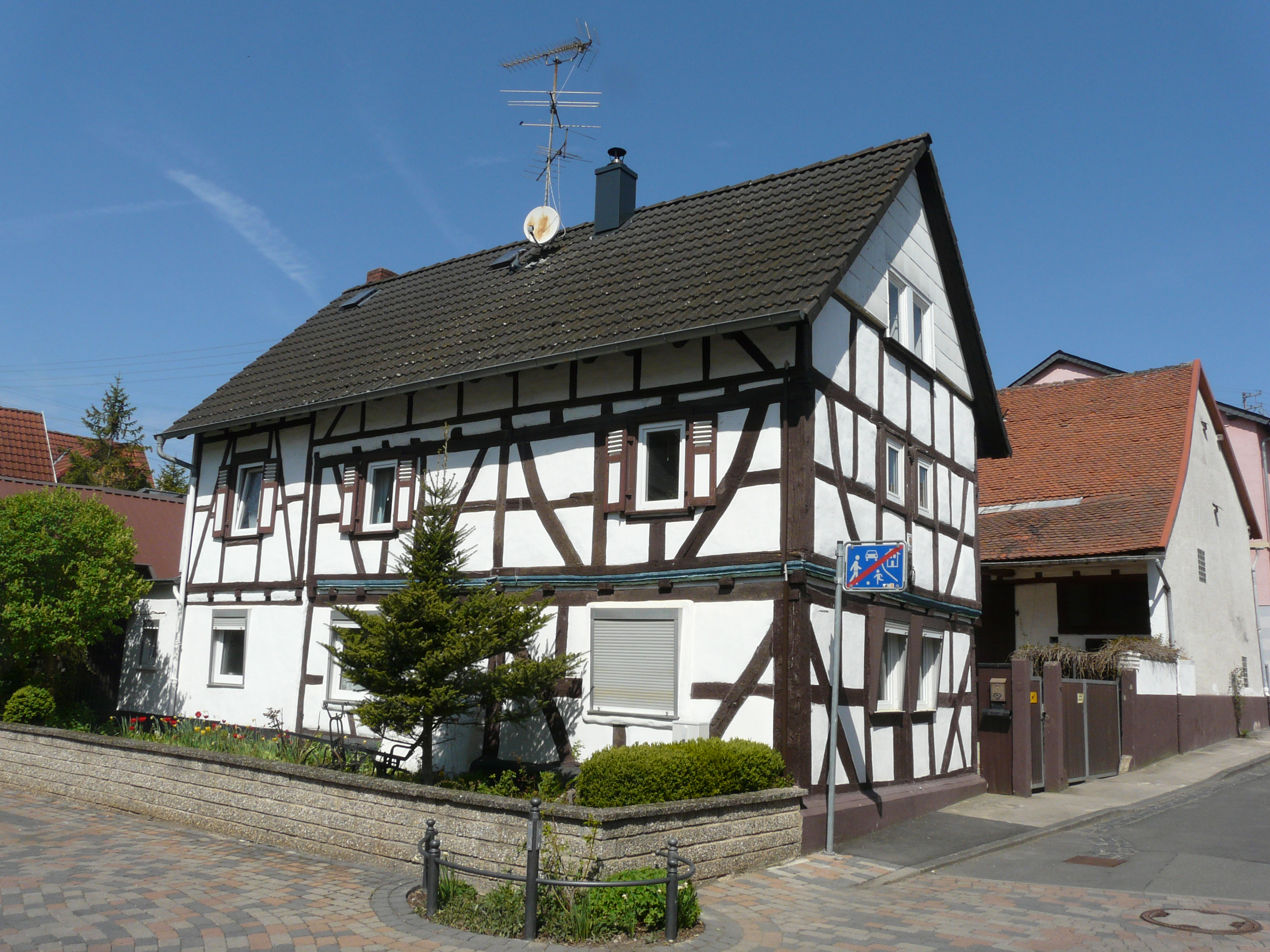
Fachwerkhaus in der Backhausstraße
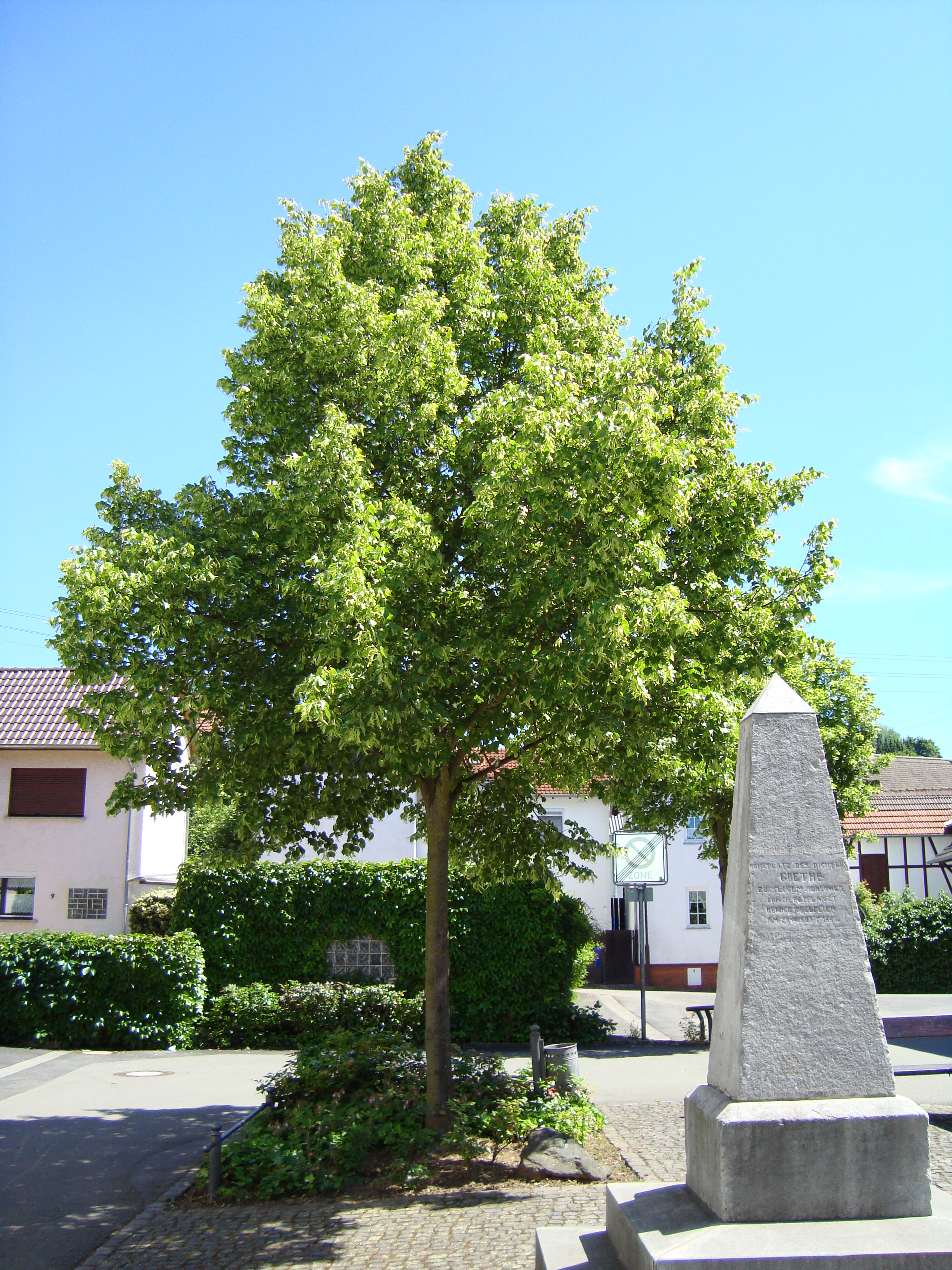
Goethe-Linde mit Denkmal in der Ortsmitte

## Wirtschaft und Infrastruktur

### Verkehr
Garbenheim hat eine Anschlussstelle an die vierstreifige Bundesstraße 49.
Der Stadtteil wird durch die Stadtbuslinie 17 der Wetzlarer Verkehrsbetriebe angefahren. Der ehemalige Bahnhof befindet sich im Westen des Ortes. Er wurde mit der Stilllegung der Bahnstrecke Lollar–Wetzlar für den Personenverkehr geschlossen; DB Cargo stellt dort seit Februar 2007 Güterzüge für Mittelhessen zusammen.
Nördlich des Stadtteils befindet sich das Segelfluggelände Garbenheimer Wiesen des Wetzlarer Verein für Luftfahrt.

### Öffentliche Einrichtungen
In Garbenheim befinden sich die örtliche Freiwillige Feuerwehr, eine Grundschule und ein Kindergarten. Außerdem ist ein Stadtteilbüro eingerichtet.
In der Kreisstr. ist seit Ende 2016 eine Gemeinschafts-Unterkunft des Lahn-Dill-Kreises untergebracht.
Die evangelische Dorfkirche ist am Goetheplatz im historischen Ortskern gelegen. Dort finden auch kath. Gottesdienste statt.

### Industrie und Handel
Im Ort existieren mehrere kleine und mittlere Gewerbebetriebe. Es gibt auch eine Postagentur im Lebensmittelmarkt Süt Market.
Direkt gegenüber steht ein EC-Geldautomat der Firma cardpoint in Kooperation mit der Sparkasse Wetzlar.
Früher war der Eisenerzbergbau in der Grube Philippswonne prägend für Garbenheim. Das Bergwerk bestand von 1833 bis 1925.